# The Voice (2.ª temporada)
A segunda temporada de The Voice, um talent show norte-americano, estreou em 5 de fevereiro de 2012 na NBC. As audições para o programa ocorreram entre 15 de julho e 31 de agosto de 2011 em oito diferentes cidades dos Estados Unidos, a procura de artistas solo ou duplas.
Os quatro mentores da primeira temporada retornaram para a segunda. As equipes de cada um deles serão expandidas de oito para doze competidores, portanto o número de episódios foi aumentado.

## Audições
As audições foram realizadas nas seguintes cidades:
| Cidade            | Data                      | Local                                     |
| Chicago, IL       | 15 e 16 de julho de 2011  | Navy Pier                                 |
| New York, NY      | 22 e 23 de julho de 2011  | Izod Center                               |
| Nashville, TN     | 29 e 30 de julho de 2011  | Nashville Municipal Auditorium            |
| Atlanta, GA       | 5 de agosto de 2011       | Atlanta Convention Center at AmericasMart |
| Orlando, FL       | 11 de agosto de 2011      | Loews Royal Pacific Resort                |
| Houston, TX       | 17 de agosto de 2011      | Reliant Center                            |
| San Francisco, CA | 23 de agosto de 2011      | South San Francisco Convention Center     |
| Los Angeles, CA   | 30 e 31 de agosto de 2011 | LA Forum                                  |

## Mentores e apresentadores
Os quatro mentores originais, Adam Levine, Christina Aguilera, Cee Lo Green e Blake Shelton, retornaram para a segunda temporada, assim como o apresentador Carson Daly. A correspondente social Alison Haislip foi substituída por Christina Milian.
Durante a fase das batalhas, cada mentor contou com dois convidados para trabalhar com eles. Alanis Morissette e Robin Thicke trabalharam com Adam, Kelly Clarkson e Miranda Lambert com Blake, Babyface e Ne-Yo com Cee Lo, e Jewel e Lionel Richie com Christina.

## Episódios

### Episódio 1: The Blind Auditions, semana 1
A segunda temporada estreou em 5 de fevereiro de 2012, logo depois do Super Bowl XLVI.
| Legenda | Mentor apertou seu botão "I WANT YOU". | Competidor eliminado por nenhum mentor ter apertado o botão "I WANT YOU". | Competidor escolhido apenas por aquele mentor, portanto foi automaticamente para seu time. | Competidor escolheu o time daquele mentor. |

| Ordem | Competidor(a)                          | Canção                                                 | Escolha dos treinadores e competidores | Escolha dos treinadores e competidores | Escolha dos treinadores e competidores | Escolha dos treinadores e competidores |
| Ordem | Competidor(a)                          | Canção                                                 | Adam                                   | Cee Lo                                 | Christina                              | Blake                                  |
| ----- | -------------------------------------- | ------------------------------------------------------ | -------------------------------------- | -------------------------------------- | -------------------------------------- | -------------------------------------- |
| 1     | RaeLynn 17, Baytown, Texas             | "Hell on Heels", Pistol Annies                         |                                        | —                                      | —                                      |                                        |
| 2     | Jesse Campbell 42, Maywood, Illinois   | "A Song for You", Andy Williams                        |                                        |                                        |                                        |                                        |
| 3     | Daniel Rosa 20, Riverside, Califórnia  | "Animal", Neon Trees                                   | —                                      | —                                      | —                                      | —                                      |
| 4     | Juliet Simms 25, Flórida               | "Oh! Darling", The Beatles                             |                                        |                                        |                                        | —                                      |
| 5     | Chris Mann 29, Wichita, Kansas         | "Because We Believe (Ama Credi E Vai)", Andrea Bocelli | —                                      |                                        |                                        | —                                      |
| 6     | Gönül Aksoy 30, Nova York, Nova York   | "Tainted Love", Gloria Jones                           | —                                      | —                                      | —                                      | —                                      |
| 7     | Ben Baxter                             | "I'll Be", Edwin McCain                                | —                                      | —                                      | —                                      | —                                      |
| 8     | Mark Trussell 23, Nashville, Tennessee | "Baby", Justin Bieber                                  | —                                      | —                                      | —                                      | —                                      |
| 9     | Tony Lucca 35, Waterford, Michigan     | "Trouble", Ray LaMontagne                              |                                        |                                        |                                        |                                        |

### Episódio 2: The Blind Auditions, semana 1
O segundo episódio, com duas horas de duração, foi exibido no dia seguinte ao primeiro, 6 de fevereiro de 2012.
| Legenda | Mentor apertou seu botão "I WANT YOU". | Competidor eliminado por nenhum mentor ter apertado o botão "I WANT YOU". | Competidor escolhido apenas por aquele mentor, portanto foi automaticamente para seu time. | Competidor escolheu o time daquele mentor. |

| Ordem | Competidor(a)                                                | Canção                                           | Escolha dos treinadores e competidores | Escolha dos treinadores e competidores | Escolha dos treinadores e competidores | Escolha dos treinadores e competidores |
| Ordem | Competidor(a)                                                | Canção                                           | Adam                                   | Cee Lo                                 | Christina                              | Blake                                  |
| ----- | ------------------------------------------------------------ | ------------------------------------------------ | -------------------------------------- | -------------------------------------- | -------------------------------------- | -------------------------------------- |
| 1     | The Line – Hailey Steele e Leland Grant Nashville, Tennessee | "American Girl", Tom Petty and the Heartbreakers |                                        |                                        |                                        |                                        |
| 2     | Jamar Rogers 29, Nova York, Nova York                        | "Seven Nation Army", The White Stripes           | —                                      |                                        | —                                      | —                                      |
| 3     | Neal Middleton 33, Salt Lake City, Utah                      | "I Heard It Through the Grapevine", Marvin Gaye  | —                                      | —                                      | —                                      | —                                      |
| 4     | TJ Gibson                                                    | "Calling All Angels", Train                      | —                                      | —                                      | —                                      | —                                      |
| 5     | Aly Jados                                                    | "Because the Night", Patti Smith Group           | —                                      | —                                      | —                                      | —                                      |
| 6     | Sam Jones 25, Worcester, Massachusetts                       | "I Don't Want to Be", Gavin DeGraw               | —                                      | —                                      | —                                      | —                                      |
| 7     | Gwen Sebastian 37, Hebron, Dacota do Norte                   | "Stay", Sugarland                                |                                        |                                        | —                                      |                                        |
| 8     | Pamela Rose 28, Cooper City, Flórida                         | "Already Gone", Kelly Clarkson                   | —                                      | —                                      | —                                      | —                                      |
| 9     | Kim Yarbrough 50, Los Angeles, Califórnia                    | "Tell Me Something Good", Rufus                  |                                        | —                                      |                                        | —                                      |
| 10    | Angie Johnson 31, St. Louis\|Saint Louis, Missouri           | "Heartbreaker", Pat Benatar                      | —                                      |                                        | —                                      | —                                      |
| 11    | Dez Duron 21, Shreveport, Luisiana                           | "I Want It That Way", Backstreet Boys            | —                                      | —                                      | —                                      | —                                      |
| 12    | Lindsey Pavao 22, Sacramento, Califórnia                     | "Say Aah", Trey Songz part. Fabolous             | —                                      |                                        |                                        |                                        |
| 13    | Hoja Lopez 25, Houston, Texas                                | "Teenage Dream", Katy Perry                      | —                                      | —                                      | —                                      | —                                      |
| 14    | Jermaine Paul 33, Condado de Orange, Nova York               | "Complicated", Avril Lavigne                     | —                                      |                                        | —                                      |                                        |
| 15    | Angel Taylor 23, Los Angeles, Califórnia                     | "Someone Like You", Adele                        |                                        |                                        | —                                      |                                        |

### Episódio 3: The Blind Auditions, semana 2
O terceiro episódio, com duas horas de duração, foi exibido em 13 de fevereiro de 2012.
| Legenda | Mentor apertou seu botão "I WANT YOU". | Competidor eliminado por nenhum mentor ter apertado o botão "I WANT YOU". | Competidor escolhido apenas por aquele mentor, portanto foi automaticamente para seu time. | Competidor escolheu o time daquele mentor. |

| Ordem | Competidor(a)                               | Canção                                               | Escolha dos treinadores e competidores | Escolha dos treinadores e competidores | Escolha dos treinadores e competidores | Escolha dos treinadores e competidores |
| Ordem | Competidor(a)                               | Canção                                               | Adam                                   | Cee Lo                                 | Christina                              | Blake                                  |
| ----- | ------------------------------------------- | ---------------------------------------------------- | -------------------------------------- | -------------------------------------- | -------------------------------------- | -------------------------------------- |
| 1     | Sarah Golden 27, Houston, Texas             | "Yoü and I", Lady Gaga                               | —                                      |                                        | —                                      |                                        |
| 2     | Elley Duhe 19, Vancleave, Mississippi       | "Mercy", Duffy                                       | —                                      | —                                      | —                                      | —                                      |
| 3     | Pip 19, Marietta, Geórgia                   | "The House of the Rising Sun", The Animals           |                                        |                                        |                                        |                                        |
| 4     | Erin Willett 22, Gaithersburg, Maryland     | "I Want You Back", The Jackson 5                     | —                                      | —                                      | —                                      |                                        |
| 5     | David Grace 28, Santa Fe, Texas             | "Sweet Home Alabama", Lynyrd Skynyrd                 | —                                      | —                                      | —                                      | —                                      |
| 6     | Katrina Parker 34, Hollywood, Califórnia    | "One of Us", Joan Osborne                            |                                        | —                                      | —                                      | —                                      |
| 7     | Geoff McBride 51, Santa Rosa Beach, Flórida | "Higher Ground", Stevie Wonder                       | —                                      |                                        |                                        | —                                      |
| 8     | Erin Martin 27, Chicago, Illinois           | "Hey There Delilah", Plain White T's                 | —                                      |                                        | —                                      |                                        |
| 9     | James Massone 23, Boston, Massachusetts     | "Find Your Love", Drake                              | —                                      |                                        |                                        |                                        |
| 10    | Winter Rae 26, Los Angeles, Califórnia      | "Take a Bow", Rihanna                                | —                                      | —                                      | —                                      | —                                      |
| 11    | Chris Cauley 27, Atlanta, Geórgia           | "Grenade", Bruno Mars                                |                                        |                                        | —                                      | —                                      |
| 12    | Nathan Parrett 24, Los Angeles, Califórnia  | "The Joker", Steve Miller Band                       |                                        | —                                      | —                                      | —                                      |
| 13    | Brian Fuente 24, Nashville, Tennessee       | "Paris (Ooh La La)", Grace Potter and the Nocturnals | —                                      | —                                      | —                                      |                                        |
| 14    | Moses Stone 26, Maryland                    | "Let's Get It Started", The Black Eyed Peas          | —                                      | —                                      |                                        | —                                      |
| 15    | Jordis Unga 29, Los Angeles, Califórnia     | "Maybe I'm Amazed", Paul McCartney                   | —                                      |                                        |                                        |                                        |

### Episódio 4: The Blind Auditions, semana 3
O quarto episódio, com duas horas de duração, foi exibido em 20 de fevereiro de 2012.
| Legenda | Mentor apertou seu botão "I WANT YOU". | Competidor eliminado por nenhum mentor ter apertado o botão "I WANT YOU". | Competidor escolhido apenas por aquele mentor, portanto foi automaticamente para seu time. | Competidor escolheu o time daquele mentor. |

| Ordem | Competidor(a)                                | Canção                                 | Escolha dos treinadores e competidores | Escolha dos treinadores e competidores | Escolha dos treinadores e competidores | Escolha dos treinadores e competidores |
| Ordem | Competidor(a)                                | Canção                                 | Adam                                   | Cee Lo                                 | Christina                              | Blake                                  |
| ----- | -------------------------------------------- | -------------------------------------- | -------------------------------------- | -------------------------------------- | -------------------------------------- | -------------------------------------- |
| 1     | Ducky 26, Carlisle, Pensilvânia              | "Tighten Up", The Black Keys           | —                                      | —                                      | —                                      | —                                      |
| 2     | Jonathas 23, Rio de Janeiro, Brasil          | "U Got it Bad", Usher                  | —                                      |                                        |                                        | —                                      |
| 3     | Monique Benabou 23, Alameda, Califórnia      | "Mr. Know It All", Kelly Clarkson      | —                                      | —                                      |                                        | —                                      |
| 4     | Naia Kete 21, Santa Mônica, Califórnia       | "The Lazy Song", Bruno Mars            | —                                      |                                        | —                                      |                                        |
| 5     | Erick Macek 31, Bethlehem, Pensilvânia       | "Free Fallin'", Tom Petty              | —                                      | —                                      | —                                      | —                                      |
| 6     | Charlotte Sometimes 23, Wall, Nova Jersey    | "Apologize", OneRepublic               |                                        |                                        |                                        |                                        |
| 7     | Tony Vincent 38, Nova York, Nova York        | "We Are the Champions", Queen          | —                                      |                                        | —                                      | —                                      |
| 8     | Anthony Evans 33, Dallas, Texas              | "What's Going On", Marvin Gaye         | —                                      | —                                      |                                        | —                                      |
| 9     | Jamie Lono 22, Chicago, Illinois             | "Folsom Prison Blues", Johnny Cash     |                                        |                                        | —                                      | —                                      |
| 10    | Dylan Chambers 19, Arlington, Texas          | "Valerie", The Zutons                  | —                                      | —                                      | —                                      | —                                      |
| 11    | Nathan Anderson                              | "Walking in Memphis", Marc Cohn        | —                                      | —                                      | —                                      | —                                      |
| 12    | Luna Searles                                 | "Come to My Window", Melissa Etheridge | —                                      | —                                      | —                                      | —                                      |
| 13    | Adam Lasher                                  | "How You Remind Me", Nickelback        | —                                      | —                                      | —                                      | —                                      |
| 14    | Justin Hopkins 30, Redondo Beach, Califórnia | "Babylon", David Gray                  | —                                      |                                        | —                                      | —                                      |
| 15    | Nicolle Galyon 27, Sterling, Kansas          | "You Save Me", Kenny Chesney           |                                        | —                                      | —                                      | —                                      |
| 16    | Ashley De La Rosa 17, Orlando, Flórida       | "Shark in the Water", VV Brown         | —                                      | —                                      |                                        | —                                      |
| 17    | Jordan Rager 17, Loganville, Geórgia         | "Chicken Fried", Zac Brown Band        | —                                      | —                                      | —                                      |                                        |
| 18    | ALyX Dallas, Texas                           | "Just Like a Pill", Pink               | —                                      | —                                      | —                                      |                                        |
| 19    | Karla Davis 25, Monroe, Carolina do Norte    | "If I Die Young", The Band Perry       |                                        | —                                      | —                                      | —                                      |
| 20    | Eric Tipton 31, Sanger, Texas                | "You Make My Dreams", Hall & Oates     | —                                      | —                                      | —                                      | —                                      |
| 21    | Mathai 18, Dallas, Texas                     | "Rumour Has It", Adele                 |                                        |                                        | —                                      |                                        |

### Episódio 5: The Blind Auditions, semana 4
O quinto episódio, com duas horas de duração, foi exibido no dia 27 de fevereiro de 2012.
| Legenda | Mentor apertou seu botão "I WANT YOU". | Competidor eliminado por nenhum mentor ter apertado o botão "I WANT YOU". | Competidor escolhido apenas por aquele mentor, portanto foi automaticamente para seu time. | Competidor escolheu o time daquele mentor. |

| Ordem | Competidor(a)                                    | Canção                                           | Escolha dos treinadores e competidores | Escolha dos treinadores e competidores | Escolha dos treinadores e competidores | Escolha dos treinadores e competidores |
| Ordem | Competidor(a)                                    | Canção                                           | Adam                                   | Cee Lo                                 | Christina                              | Blake                                  |
| ----- | ------------------------------------------------ | ------------------------------------------------ | -------------------------------------- | -------------------------------------- | -------------------------------------- | -------------------------------------- |
| 1     | Whitney Myer 25, Reno, Nevada                    | "No One", Alicia Keys                            |                                        |                                        |                                        |                                        |
| 2     | David Dunn 27, Midland, Texas                    | "The Man Who Can't Be Moved", The Script         | —                                      | —                                      | —                                      | —                                      |
| 3     | The Shields Brothers (duo) Rixeyville, Virginia  | "Dancing with Myself", Billy Idol                | —                                      |                                        | —                                      | —                                      |
| 4     | Cheesa 21, Honolulu, Hawaii                      | "If I Were a Boy", Beyoncé                       | —                                      |                                        | —                                      | —                                      |
| 5     | Preston Shannon 64, Memphis, Tennessee           | "In the Midnight Hour", Wilson Pickett           | —                                      | —                                      | —                                      | —                                      |
| 6     | Lex Land 21, Austin, Texas                       | "I Can't Make You Love Me", Bonnie Raitt         |                                        |                                        | —                                      |                                        |
| 7     | Cameron Novack 28, St. Louis, Missouri           | "You Oughta Know", Alanis Morissette             | —                                      | —                                      | —                                      | —                                      |
| 8     | Orlando Napier 25, Los Angeles, California       | "Waiting on the World to Change", John Mayer     |                                        | —                                      | —                                      | —                                      |
| 9     | Lee Koch 27, Temecula, Califórnia                | "Like a Rolling Stone", Bob Dylan                | —                                      | —                                      |                                        | —                                      |
| 10    | Wade 19, Harvest, Alabama                        | "Rehab", Amy Winehouse                           | —                                      |                                        | —                                      | —                                      |
| 11    | Adley Stump 21, Nashville, Tennessee             | "Last Name", Carrie Underwood                    | —                                      | —                                      |                                        |                                        |
| 12    | Beta                                             | "You Make Me Feel...", Cobra Starship part. Sabi | —                                      | —                                      | —                                      | —                                      |
| 13    | Aaron Gordon Kelowna, Columbia Britânica, Canadá | "So Sick", Ne-Yo                                 | —                                      | —                                      | —                                      | —                                      |
| 14    | Lana Lowe Beaumont, Texas                        | "Last Friday Night (T.G.I.F.)", Katy Perry       | —                                      | —                                      | —                                      | —                                      |
| 15    | Sera Hill 24, Atlanta, Georgia                   | "I'm Goin' Down", Rose Royce                     | —                                      | —                                      |                                        | —                                      |

### Episódios 6-9: Battle Rounds (quatro semanas)
As batalhas começaram no episódio de 5 de março de 2012 e ocorreram por quatro semanas, até 26 de março de 2012.
| Legenda | Segue na competição. |

| Semana/Ordem | Mentor(a)          | Competidor(a)     | Competidor(a)        | Canção                                               |
| ------------ | ------------------ | ----------------- | -------------------- | ---------------------------------------------------- |
| 1.1          | Adam Levine        | Chris Cauley      | Tony Lucca           | "Beautiful Day" (U2)                                 |
| 1.2          | Blake Shelton      | RaeLynn           | Adley Stump          | "Free Fallin'" (Tom Petty)                           |
| 1.3          | Christina Aguilera | Monique Benabou   | Chris Mann           | "The Power of Love" (Jennifer Rush)                  |
| 1.4          | Cee Lo Green       | Cheesa            | Angie Johnson        | "Total Eclipse of the Heart" (Bonnie Tyler)          |
| 1.5          | Blake Shelton      | Brian Fuente      | Jordis Unga          | "Ironic" (Alanis Morissette)                         |
| 1.6          | Christina Aguilera | Jesse Campbell    | Anthony Evans        | "If I Ain't Got You" (Alicia Keys)                   |
| 2.1          | Christina Aguilera | Sera Hill         | Geoff McBride        | "Chain of Fools" (Aretha Franklin)                   |
| 2.2          | Blake Shelton      | Lex Land          | Charlotte Sometimes  | "Pumped Up Kicks" (Foster the People)                |
| 2.3          | Cee Lo Green       | Sarah Golden      | Juliet Simms         | "Stay with Me" (The Faces)                           |
| 2.4          | Adam Levine        | Whitney Myer      | Kim Yarbrough        | "No More Drama" (Mary J. Blige)                      |
| 2.5          | Christina Aguilera | Lee Koch          | Lindsey Pavao        | "Heart-Shaped Box" (Nirvana)                         |
| 2.6          | Cee Lo Green       | Jamie Lono        | Jamar Rogers         | "I Want to Know What Love Is" (Foreigner)            |
| 3.1          | Adam Levine        | Nathan Parrett    | Pip                  | "You Know I'm No Good" (Amy Winehouse)               |
| 3.2          | Cee Lo Green       | Erin Martin       | The Shields Brothers | "What's Love Got to Do with It" (Tina Turner)        |
| 3.3          | Christina Aguilera | Ashley De La Rosa | Jonathas             | "No Air" (Jordin Sparks part. Chris Brown)           |
| 3.4          | Blake Shelton      | ALyX              | Jermaine Paul        | "Get Outta My Dreams, Get into My Car" (Billy Ocean) |
| 3.5          | Adam Levine        | Katrina Parker    | Angel Taylor         | "Bleeding Love" (Leona Lewis)                        |
| 3.6          | Blake Shelton      | Gwen Sebastian    | Erin Willett         | "We Belong" (Pat Benatar)                            |
| 4.1          | Cee Lo Green       | James Massone     | WADE                 | "True Colors" (Cyndi Lauper)                         |
| 4.2          | Adam Levine        | Nicolle Galyon    | Mathai               | "Love Song" (Sara Bareilles)                         |
| 4.3          | Christina Aguilera | The Line          | Moses Stone          | "(I Can't Get No) Satisfaction" (The Rolling Stones) |
| 4.4          | Adam Levine        | Karla Davis       | Orlando Napier       | "Easy" (Commodores)                                  |
| 4.5          | Blake Shelton      | Naia Kete         | Jordan Rager         | "I'm Yours" (Jason Mraz)                             |
| 4.6          | Cee Lo Green       | Justin Hopkins    | Tony Vincent         | "Faithfully" (Journey)                               |

### Episódios 10-11: Live Rounds, semana 1
O primeiro episódio de apresentações ao vivo foi ao ar em 2 de abril de 2012, com os times de Blake e Christina, e o resultado foi divulgado no dia seguinte. Depois dos competidores escolhidos pelo público serem salvos, o restante teve a chance de uma última performance antes dos mentores escolherem quem continuaria.
A banda Gym Class Heroes e Neon Hitch fizeram uma performance do single "Ass Back Home".
| Legenda | Eliminado(a). |

| Ordem | Mentor(a)          | Competidor(a)       | Canção                                              | Última chance                                         | Resultado         |
| ----- | ------------------ | ------------------- | --------------------------------------------------- | ----------------------------------------------------- | ----------------- |
| 1     | Blake Shelton      | Jermaine Paul       | "Livin' on a Prayer" (Bon Jovi)                     |                                                       | Voto do público   |
| 2     | Christina Aguilera | Chris Mann          | "Bridge Over Troubled Water" (Simon & Garfunkel)    |                                                       | Voto do público   |
| 3     | Blake Shelton      | RaeLynn             | "Wake Up Call" (Maroon 5)                           |                                                       | Voto do público   |
| 4     | Christina Aguilera | Moses Stone         | "Stronger"/"Power" (Kanye West)                     | "Breakeven" (The Script)                              |                   |
| 5     | Blake Shelton      | Naia Kete           | "Turning Tables" (Adele)                            | "If I Were a Boy" (Beyoncé)                           |                   |
| 6     | Christina Aguilera | Lindsey Pavao       | "Somebody That I Used to Know" (Gotye part. Kimbra) |                                                       | Voto do público   |
| 7     | Blake Shelton      | Jordis Unga         | "Alone" (Heart)                                     | "Wild Horses" (The Rolling Stones)                    | Voto de Blake     |
| 8     | Christina Aguilera | Sera Hill           | "Find Your Love" (Drake)                            | "Vision of Love" (Mariah Carey)                       |                   |
| 9     | Blake Shelton      | Erin Willett        | "Living for the City" (Stevie Wonder)               |                                                       | Voto do público   |
| 10    | Christina Aguilera | Ashley De La Rosa   | "Right Through You" (Alanis Morissette)             | "Paris (Ooh La La)" (Grace Potter and the Nocturnals) | Voto de Christina |
| 11    | Blake Shelton      | Charlotte Sometimes | "Misery Business" (Paramore)                        | "Iris" (Goo Goo Dolls)                                |                   |
| 12    | Christina Aguilera | Jesse Campbell      | "What a Wonderful World" (Louis Armstrong)          |                                                       | Voto do público   |

Apresentação Especial
| Ordem | Cantor(a)                     | Canção                                              |
| ----- | ----------------------------- | --------------------------------------------------- |
| 1     | Gym Class Heroes e Neon Hitch | "Ass Back Home" (Gym Class Heroes part. Neon Hitch) |

### Episódios 12-13: Live Rounds, semana 2
O segundo episódio de apresentações ao vivo foi ao ar em 9 de abril de 2012, com os times de Adam e Cee Lo, e o resultado foi divulgado no dia seguinte. Depois dos competidores escolhidos pelo público serem salvos, o restante teve a chance de uma última performance antes dos mentores escolherem quem continuaria.
| Legenda | Eliminado(a). |

| Ordem | Mentor(a)    | Competidor(a)  | Canção                                                     | Última chance                                  | Resultado       |
| ----- | ------------ | -------------- | ---------------------------------------------------------- | ---------------------------------------------- | --------------- |
| 1     | Adam Levine  | Katrina Parker | "Tonight, Tonight" (The Smashing Pumpkins)                 | "Don't Speak" (No Doubt)                       | Voto de Adam    |
| 2     | Cee Lo Green | Cheesa         | "Don't Leave Me This Way" (Harold Melvin & The Blue Notes) | "All by Myself" (Eric Carmen)                  | Voto de Cee Lo  |
| 3     | Adam Levine  | Tony Lucca     | "In Your Eyes" (Peter Gabriel)                             |                                                | Voto do público |
| 4     | Adam Levine  | Kim Yarbrough  | "Rolling in the Deep" (Adele)                              | "Spotlight" (Jennifer Hudson)                  |                 |
| 5     | Cee Lo Green | James Massone  | "Don't Know Why" (Norah Jones)                             |                                                | Voto do público |
| 6     | Cee Lo Green | Juliet Simms   | "Roxanne" (The Police)                                     |                                                | Voto do público |
| 7     | Adam Levine  | Mathai         | "Ordinary People" (John Legend)                            |                                                | Voto do público |
| 8     | Cee Lo Green | Tony Vincent   | "Everybody Wants to Rule the World" (Tears for Fears)      | "Sweet Dreams (Are Made of This)" (Eurythmics) |                 |
| 9     | Adam Levine  | Karla Davis    | "Airplanes" (B.o.B part. Hayley Williams)                  | "I Can't Make You Love Me" (Bonnie Raitt)      |                 |
| 10    | Cee Lo Green | Erin Martin    | "Walk Like an Egyptian" (The Bangles)                      | "Your Song" (Elton John)                       |                 |
| 11    | Adam Levine  | Pip            | "When You Were Young" (The Killers)                        |                                                | Voto do público |
| 12    | Cee Lo Green | Jamar Rogers   | "Are You Gonna Go My Way" (Lenny Kravitz)                  |                                                | Voto do público |

Apresentação Especial
| Ordem | Cantor(a) | Canção              |
| ----- | --------- | ------------------- |
| 1     | Jessie J  | "Domino" (Jessie J) |

### Episódios 14-15: Live Quarter-Final Performances, semana 1
O primeiro episódio das quartas de final, também de apresentações ao vivo, foi ao ar em 16 de abril de 2012, com os times de Blake e Christina. No dia das apresentações, os mentores eliminaram um competidor de seu próprio time. O participante mais votado pelo público foi salvo no dia seguinte, deixando para os mentores a decisão de quem continuaria entre os dois outros de seu time.
| Legenda                                  |
| ---------------------------------------- |
| Eliminado(a) pelo mentor no episódio 14. |
| Eliminado(a) no episódio 15.             |

| Ordem | Mentor(a)          | Competidor(a)     | Canção                                                    | Última chance                               | Resultado         |
| ----- | ------------------ | ----------------- | --------------------------------------------------------- | ------------------------------------------- | ----------------- |
| 1     | Blake Shelton      | RaeLynn           | "She's Country" (Jason Aldean)                            | "If I Die Young" (The Band Perry)           |                   |
| 2     | Christina Aguilera | Jesse Campbell    | "Halo" (Beyoncé)                                          |                                             |                   |
| 3     | Blake Shelton      | Jordis Unga       | "A Little Bit Stronger" (Sara Evans)                      |                                             |                   |
| 4     | Christina Aguilera | Ashley De La Rosa | "Foolish Games" (Jewel)                                   | "Yoü and I" (Lady Gaga)                     |                   |
| 5     | Blake Shelton      | Erin Willett      | "Set Fire to the Rain" (Adele)                            | "Proud Mary" (Creedence Clearwater Revival) | Voto de Blake     |
| 6     | Christina Aguilera | Lindsey Pavao     | "Part of Me" (Katy Perry)                                 | "Please Don't Go" (Mike Posner)             | Voto de Christina |
| 7     | Blake Shelton      | Jermaine Paul     | "Against All Odds (Take a Look at Me Now)" (Phil Collins) |                                             | Voto do público   |
| 8     | Christina Aguilera | Chris Mann        | "Viva la Vida" (Coldplay)                                 |                                             | Voto do público   |

Apresentações Especiais
| Ordem | Cantor(a)                                                              | Canção                                  |
| ----- | ---------------------------------------------------------------------- | --------------------------------------- |
| 1     | Christina Aguilera, seus 4 finalistas e o Coral do Colégio de Crenshaw | "Fighter" (Christina Aguilera)          |
| 2     | Maroon 5 e Wiz Khalifa                                                 | "Payphone" (Maroon 5 part. Wiz Khalifa) |
| 3     | Blake Shelton e seus 4 finalistas                                      | "Heartache Tonight" (Eagles)            |
| 4     | The Wanted                                                             | "Chasing the Sun" (The Wanted)          |

### Episódios 16-17: Live Quarter-Final Performances, semana 2
O segundo episódio das quartas de final, também de apresentações ao vivo, foi ao ar em 23 de abril de 2012, com os times de Adam e Cee Lo. No dia das apresentações, os mentores eliminaram um competidor de seu próprio time. O participante mais votado pelo público será salvo no dia seguinte, deixando para os mentores a decisão de quem continua entre os dois outros de seu time.
A banda Goodie Mob e Cee Lo Green apresentaram o single "Fight to Win"; Florence + the Machine, "No Light No Light". Cee Lo Green e seu time apresentaram "Dancing in the Street", enquanto Adam Levine e o seu apresentaram "Instant Karma!".
| Legenda                                  |
| ---------------------------------------- |
| Eliminado(a) pelo mentor no episódio 16. |
| Eliminado(a) no episódio 17.             |

| Ordem | Mentor(a)    | Competidor(a)  | Canção                                   | Última chance                        | Resultado       |
| ----- | ------------ | -------------- | ---------------------------------------- | ------------------------------------ | --------------- |
| 1     | Cee Lo Green | Jamar Rogers   | "It's My Life" (Bon Jovi)                |                                      | Voto do público |
| 2     | Adam Levine  | Katrina Parker | "Jar of Hearts" (Christina Perri)        | "Fuckin' Perfect" (Pink)             | Voto de Adam    |
| 3     | Adam Levine  | Mathai         | "I'm Like a Bird" (Nelly Furtado)        | "Cowboy Casanova" (Carrie Underwood) |                 |
| 4     | Cee Lo Green | James Massone  | "Just the Way You Are" (Billy Joel)      |                                      |                 |
| 5     | Adam Levine  | Tony Lucca     | "...Baby One More Time" (Britney Spears) |                                      | Voto do público |
| 6     | Cee Lo Green | Cheesa         | "I Have Nothing" (Whitney Houston)       | "Already Gone" (Kelly Clarkson)      |                 |
| 7     | Adam Levine  | Pip            | "Somewhere Only We Know" (Keane)         |                                      |                 |
| 8     | Cee Lo Green | Juliet Simms   | "Cryin'" (Aerosmith)                     | "Torn" (Ednaswap)                    | Voto de Cee Lo  |

Apresentações Especiais
| Ordem | Cantor(a)                        | Canção                                             |
| ----- | -------------------------------- | -------------------------------------------------- |
| 1     | Cee Lo Green e seus 4 finalistas | "Dancing in the Street" (Martha and the Vandellas) |
| 2     | Goodie Mob                       | "Fight to Win" (Goodie Mob)                        |
| 3     | Adam Levine e seus 4 finalistas  | "Instant Karma!" (John Lennon)                     |
| 4     | Florence and the Machine         | "No Light No Light" (Florence and the Machine)     |

### Episódios 18-19: Live Semi-Final Performances
O primeiro episódio das semifinais, também de apresentações ao vivo, foi ao ar em 30 de abril de 2012. O resultado foi divulgado no programa do dia seguinte, com a eliminação de um competidor de cada time.
| Legenda | Eliminado(a). |

| Ordem | Mentor(a)          | Competidor(a)  | Canção                                                         | Resultado        | Resultado         | Resultado       |
| Ordem | Mentor(a)          | Competidor(a)  | Canção                                                         | Pontos do mentor | Pontos do público | Total de pontos |
| ----- | ------------------ | -------------- | -------------------------------------------------------------- | ---------------- | ----------------- | --------------- |
| 1     | Adam Levine        | Tony Lucca     | "How You Like Me Now?" (The Heavy)                             | 60               | 48                | 108             |
| 2     | Blake Shelton      | Erin Willett   | "Without You" (David Guetta part. Usher)                       | 50               | 27                | 77              |
| 3     | Christina Aguilera | Chris Mann     | "Ave Maria" (Franz Schubert)                                   | 50               | 54                | 104             |
| 4     | Cee Lo Green       | Jamar Rogers   | "If You Don't Know Me by Now" (Harold Melvin & The Blue Notes) | 40               | 39                | 79              |
| 5     | Blake Shelton      | Jermaine Paul  | "Open Arms" (Journey)                                          | 50               | 73                | 123             |
| 6     | Adam Levine        | Katrina Parker | "Killing Me Softly with His Song" (Roberta Flack)              | 40               | 52                | 92              |
| 7     | Christina Aguilera | Lindsey Pavao  | "Skinny Love" (Bon Iver)                                       | 50               | 46                | 96              |
| 8     | Cee Lo Green       | Juliet Simms   | "It's a Man's Man's Man's World" (James Brown)                 | 60               | 61                | 121             |

Apresentações Especiais
| Ordem | Cantor(a)                                               | Canção                                               |
| ----- | ------------------------------------------------------- | ---------------------------------------------------- |
| 1     | Jamar Rogers, Juliet Simms, Tony Lucca e Katrina Parker | "All These Things That I've Done" (The Killers)      |
| 2     | Blake Shelton                                           | "Over" (Blake Shelton)                               |
| 3     | Erin Willett, Jermaine Paul, Lindsey Pavao e Chris Mann | "The Edge of Glory" (Lady Gaga)                      |
| 4     | Dia Frampton e Kid Cudi                                 | "Don't Kick the Chair" (Dia Frampton part. Kid Cudi) |
| 5     | Vicci Martinez e Cee Lo Green                           | "Come Along" (Vicci Martinez part. Cee Lo Green)     |
| 6     | Beverly McClellan e Cyndi Lauper                        | "Money Changes Everything" (Cyndi Lauper)            |
| 7     | Javier Colon                                            | "A Drop in the Ocean" (Javier Colon)                 |

### Episódios 20-21: Live Final Performances
O primeiro episódio das finais, também de apresentações ao vivo, foi ao ar em 7 de maio de 2012. No dia seguinte, foram divulgados os resultados.
| Ordem                | Mentor(a)          | Competidor(a)                            | Canção                                             | Nota                |
| -------------------- | ------------------ | ---------------------------------------- | -------------------------------------------------- | ------------------- |
| 1                    | Blake Shelton      | Jermaine Paul                            | "I Believe I Can Fly" (R. Kelly)                   |                     |
| 2                    | Cee Lo Green       | Juliet Simms                             | "Crazy" (Gnarls Barkley)                           | Tributo ao mentor   |
| 3                    | Christina Aguilera | Chris Mann                               | "The Prayer" (Celine Dion e Andrea Bocelli)        | Dueto com a mentora |
| 4                    | Adam Levine        | Tony Lucca                               | "99 Problems" (Jay-Z)                              |                     |
| 5                    | Christina Aguilera | Chris Mann                               | "The Voice Within" (Christina Aguilera)            | Tributo à mentora   |
| 6                    | Cee Lo Green       | Juliet Simms                             | "Born to Be Wild" (Steppenwolf)                    | Dueto com o mentor  |
| 7                    | Adam Levine        | Tony Lucca                               | "Yesterday" (The Beatles)                          | Dueto com o mentor  |
| 8                    | Blake Shelton      | Jermaine Paul                            | "God Gave Me You" (Blake Shelton)                  | Tributo ao mentor   |
| 9                    | Christina Aguilera | Chris Mann                               | "You Raise Me Up" (Secret Garden)                  |                     |
| 10                   | Blake Shelton      | Jermaine Paul                            | "Soul Man" (Sam and Dave)                          | Dueto com o mentor  |
| 11                   | Adam Levine        | Tony Lucca                               | "Harder to Breathe" (Maroon 5)                     | Tributo ao mentor   |
| 12                   | Cee Lo Green       | Juliet Simms                             | "Free Bird" (Lynyrd Skynyrd)                       |                     |
| Últimas performances |                    |                                          |                                                    |                     |
| Ordem                | Competidor(a)      | Nota                                     | Canção                                             | Resultado           |
| 1                    | Jermaine Paul      | Com Pip, James Massone e Jamar Rogers    | "I Want You Back" (The Jackson 5)                  | Vencedor            |
| 2                    | Chris Mann         | Com Katrina Parker e Lindsey Pavao       | "Bitter Sweet Symphony" (The Verve)                | Quarto lugar        |
| 3                    | Juliet Simms       | Com Jamar Rogers, RaeLynn e Erin Willett | "With a Little Help from My Friends" (The Beatles) | Segundo lugar       |
| 4                    | Tony Lucca         | Com Jordis Unga                          | "Go Your Own Way" (Fleetwood Mac)                  | Terceiro lugar      |

Apresentações Especiais
| Ordem | Cantor(a)                                            | Canção                              |
| ----- | ---------------------------------------------------- | ----------------------------------- |
| 1     | Flo Rida                                             | "Whistle" (Flo Rida)                |
| 2     | Flo Rida e Juliet Simms                              | "Wild Ones" (Flo Rida part. Sia)    |
| 3     | Hall & Oates, Jermaine Paul, Chris Mann e Tony Lucca | "Rich Girl" (Hall & Oates)          |
| 4     | Naia Kete, Cheesa, Kim Yarbrough e Sera Hill         | "Superstition" (Stevie Wonder)      |
| 5     | Lady Antebellum                                      | "Wanted You More" (Lady Antebellum) |
| 6     | Justin Bieber                                        | "Boyfriend" (Justin Bieber)         |

## Finalistas
Vencedor(a)
     Segundo lugar
     Terceiro lugar
     Quarto lugar
     Eliminado(a) nas semifinais
     Eliminado(a) nas quartas de final
     Eliminado(a) na rodada de apresentações ao vivo
     Eliminado(a) na rodada de batalhas
| Adam Levine        | Chris Cauley        | Whitney Myer  | Nathan Parrett    | Angel Taylor         | Nicolle Galyon | Orlando Napier |
| Adam Levine        | Karla Davis         | Kim Yarbrough | Mathai            | Pip                  | Katrina Parker | Tony Lucca     |
| Blake Shelton      | Adley Stump         | Brian Fuente  | Lex Land          | ALyX                 | Gwen Sebastian | Jordan Rager   |
| Blake Shelton      | Charlotte Sometimes | Naia Kete     | Jordis Unga       | RaeLynn              | Erin Willett   | Jermaine Paul  |
| Christina Aguilera | Monique Benabou     | Anthony Evans | Geoff McBride     | Lee Koch             | Jonathas       | The Line       |
| Christina Aguilera | Moses Stone         | Sera Hill     | Ashley De La Rosa | Jesse Campbell       | Lindsey Pavao  | Chris Mann     |
| Cee Lo Green       | Angie Johnson       | Sarah Golden  | Jamie Lono        | The Shields Brothers | Wade           | Justin Hopkins |
| Cee Lo Green       | Erin Martin         | Tony Vincent  | Cheesa            | James Massone        | Jamar Rogers   | Juliet Simms   |

## Audiência
| #  | Episódio                                  | Exibição original       | Audiência (em milhões) | Share (adultos 18-49) |
| -- | ----------------------------------------- | ----------------------- | ---------------------- | --------------------- |
| 1  | "The Blind Auditions, Part 1"             | 5 de fevereiro de 2012  | 37,61                  | 16,3/37               |
| 2  | "The Blind Auditions, Part 2"             | 6 de fevereiro de 2012  | 17,84                  | 6,7/17                |
| 3  | "The Blind Auditions, Part 3"             | 13 de fevereiro de 2012 | 16,28                  | 6,0/15                |
| 4  | "The Blind Auditions, Part 4"             | 20 de fevereiro de 2012 | 16,04                  | 6/15                  |
| 5  | "The Blind Auditions, Part 5"             | 27 de fevereiro de 2012 | 14,89                  | 5,4/14                |
| 6  | "The Battle Rounds, Part 1"               | 5 de março de 2012      | 16,85                  | 6,2/16                |
| 7  | "The Battle Rounds, Part 2"               | 12 de março de 2012     | 14,51                  | 5,2/14                |
| 8  | "The Battle Rounds, Part 3"               | 19 de março de 2012     | 11,95                  | 4,6/12                |
| 9  | "The Battle Rounds, Part 4"               | 26 de março de 2012     | 12,00                  | 4,5/12                |
| 10 | "Live Performances, Week 1"               | 2 de abril de 2012      | 10,83                  | 4,1/11                |
| 11 | "Live Results"                            | 3 de abril de 2012      | 8,45                   | 3,2/9                 |
| 12 | "Live Performances, Week 2"               | 9 de abril de 2012      | 10,52                  | 4,0/10                |
| 13 | "Live Results"                            | 10 de abril de 2012     | 9,00                   | 3,5/9                 |
| 14 | "Live Quarter-Final Performances, Week 1" | 16 de abril de 2012     | 10,03                  | 3,7/10                |
| 15 | "Live Results"                            | 17 de abril de 2012     | 8,86                   | 3,3/9                 |
| 16 | "Live Quarter-Final Performances, Week 2" | 23 de abril de 2012     | 10,31                  | 3,8/10                |
| 17 | "Live Results"                            | 24 de abril de 2012     | 8,93                   | 3,4/8                 |
| 18 | "Live Semi-Final Performances"            | 30 de abril de 2012     | 9,52                   | 3,5/9                 |
| 19 | "Live Results"                            | 1 de maio de 2012       | 8,90                   | 3,1/8                 |
| 20 | "Live Final Performances"                 | 7 de maio de 2012       | 10,74                  | 3,8/10                |
| 21 | "Live Finale"                             | 8 de maio de 2012       | 11,90                  | 4,4/11                |